# Método de BET
O Método de BET ou ainda Teoria de Adsorção Multimolecular é uma teoria matemática com o objetivo de descrever a adsorção física de moléculas de gás sobre uma superfície sólida e serve como base para uma técnica de análise importante para medição de área superficial específica de um material. O método de BET foi desenvolvido por Stephen Brunauer, Paul Hugh Emmett e Edward Teller — B.E.T. Brunauer, Emmett, Teller — e publicado em 1938 em artigo intitulado "Adsorption of Gases in Multimolecular Layers" no Journal of the American Chemical Society. O método de BET é considerado uma extensão à teoria de Langmuir, desenvolvida por Irving Langmuir em 1916.

## Introdução
Desde a sua publicação o método de BET ou teoria de adsorção multimolecular se tornou a ferramenta de interpretação mais importante e útil no campo de adsorção física de gases. O mecanismo de adsorção física foi primeiramente descrito por Irving Langmuir em 1916 com a teoria monomolecular ou teoria de Langmuir, que descrevia o equilíbrio a taxas iguais de condensação e evaporação sobre a superfície sólida considerando a formação de uma camada única de móleculas sobre a superfície. A interpretação de Langmuir foi seguida e aperfeiçoada por Brunauer, Emmett e Teller (B.E.T.) em 1938, estabelecendo que a superfície é recoberta por infinitas camadas moleculares superpostas — teoria de adsorção multimolecular ou BET.

### Teoria de Langmuir
A teoria de Langmuir relaciona a fisissorção de uma camada única de móleculas de gás, também chamadas de adsorbatos, sobre superfície sólida à pressão de gás do meio sob temperatura fixa.
{\displaystyle (A)\ \ \ \ \ \ \theta ={\frac {\alpha p}{1+(\alpha p)}}\ ;\qquad -} Aonde θ é a fração de superfície recoberta, p é a pressão de gás e α uma constante.
A equação de Langmuir é baseada nas seguintes hipóteses:
- Todos os sítios de adsorção na superfície possuem a mesma energia de adsorção para o adsorbato. O sítio de adsorção é definido como a área na superfície em que uma única molécula pode se adsorver.
- A adsorção de uma molécula de adsorbato ocorre independentemente da adsorção em sítios vizinhos.
- A atividade do adsorbato é diretamente proporcional a sua concentração.
- Adsorbatos formam uma monocamada.
- Cada sítio de adsorção pode ser ocupado por apenas uma partícula.

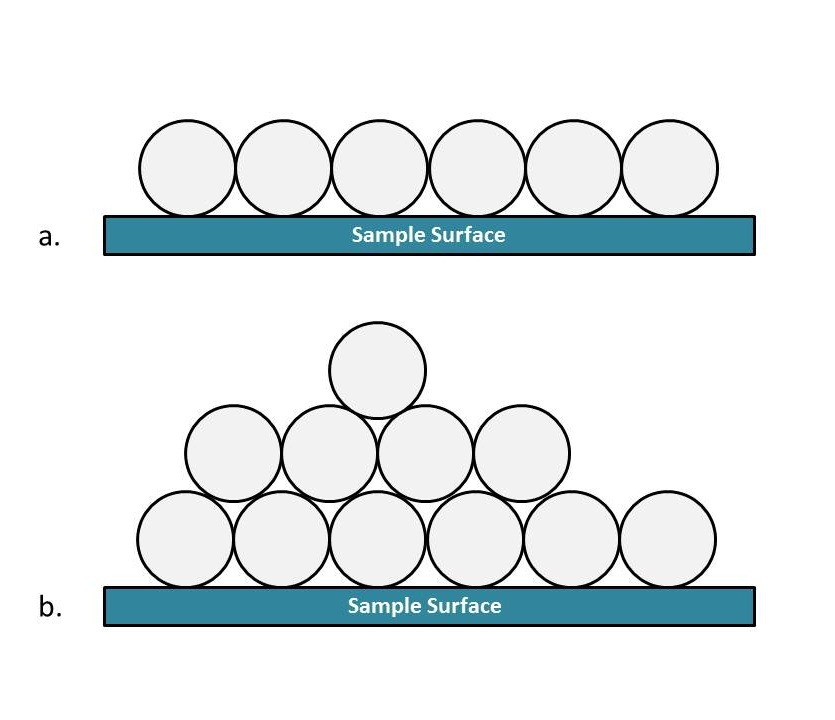
Modelo esquemático da adsorção física de moléculas de gás sobre a superfície de um sólido. A figura a. demonstra a adsorção de uma única camada como sugerido pela teoria de Langmuir, e a figura b. apresenta o modelo de multicamadas assumido pelo método de BET.

### Método de BET
O método de BET é uma extensão a teoria de Langmuir e introduz o conceito de adsorção de multicamadas segundo três hipóteses adicionais:
- As moléculas de gás irão adsorver fisicamente na superfície sólida em camadas infinitamente.
- As diferentes camadas de adsorção não interagem entre si.
- A teoria se aplica a todas as camadas de adsorção.

Similar a teoria de Langmuir, o método de BET requer a suposição de mecanismos consequêntes às três hipóteses consideradas, são eles:
1. A adsorção de cada molécula de gás na superfície do sólido está relacionada a uma única e bem definida energia de adsorção.
2. A única interação molecular considerável é a de que uma molécula poderá agir como sítio único de adsorção para outra molécula de uma nova camada.
3. A camada mais externa de adsorção está em equilíbrio com a fase gasosa — apresenta taxa de adsorção e desorção similares.
4. O processo de desorção é cinéticamente limitado — calor de adsorção deve ser cedido.
4.1. Este fenômeno é homogêneo em todas as moléculas de uma mesma camada.
4.2. O calor de adsorção referente a primeira camada é igual a E1 — calor de adsorção à superfície sólida.
4.3. Assume-se que as demais camadas de adsorção são similares entre si e podem ser representadas como espécies condensadas — fase líquida —, portanto o calor de adsorção destas camadas é El — calor de liquefação.
5. Na pressão de saturação o número de camadas adsorvidas tende a infinito — equivalente a superfície sólida estar imersa em fase líquida.

## Equação de BET
Com base nas simplificações assumidas é possível desenvolver uma nova equação de isoterma para o modelo de múltiplas camadas derivada da teoria de monocamada. As equações obtidas são capazes de representar não só a forma geral de isotermas experimentais, mas predizer valores compatíveis médios para o calor de adsorção e o volume de gás necessário para completar a primeira camada de adsorção em um sólido. A equação resultante do método de BET, para infinitas camadas, pode ser expressa por:
{\displaystyle (1)\ \ \ \ \ \ v={\frac {v_{m}cp}{(p-p_{0})[1+(c-1)(p/p_{0})]}}\ ;\qquad c=\exp({\frac {E_{1}-E_{L}}{RT}})}
Aonde:
- v é o volume total de gás adsorvido.
- vm é o volume de gás adsorvido quando a superfície do sólido está completamente coberta por uma monocamada.
- c é a constante de BET.
- p é a pressão medida no estado de equilíbrio.
- p0 é a pressão inicial do sistema.

A constante c, como regra terá módulo muito maior do que a unidade e portanto a isoterma será composta por duas regiões — isoterma em S. Para pressões maiores, conforme p se aproxima de p0, a isoterma será convexa ao eixo p/p0. Para a região de baixa pressão v se torna menor e a curva se torna concava ao eixo p/p0, e para p<<p0 a equação (1) se reduz a:
{\displaystyle (2)\ \ \ \ \ \ v={\frac {({\frac {v_{m}c}{p_{0}}}p)}{1+{\frac {c}{p_{0}}}p}}\equiv {\frac {v}{v_{m}}}=\theta ={\frac {\alpha p}{1+(\alpha p)}}\ ;\qquad \alpha ={\frac {c}{p_{0}}}}
Que é uma forma equivalente a equação de Langmuir (A).

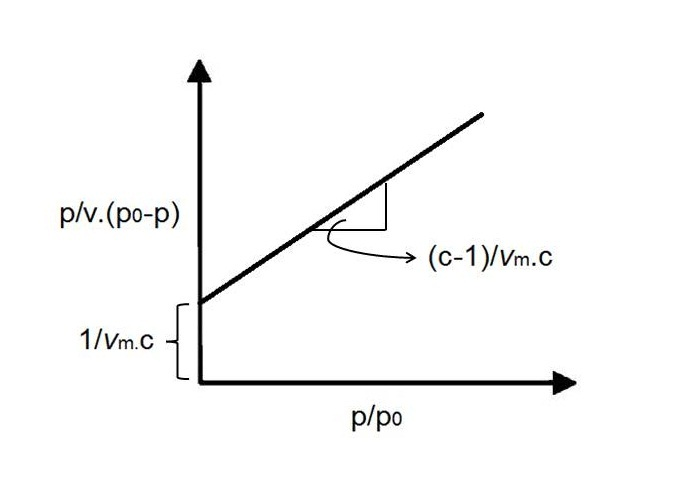
Representação gráfica da equação (3) do método de BET.

Com propósito de simplificação, a equação (1) pode ser reescrita da seguinte forma:
{\displaystyle (3)\ \ \ \ \ \ {\frac {p}{v(p_{0}-p)}}={\frac {1}{v_{m}c}}+{\frac {c-1}{v_{m}c}}{\frac {p}{p_{0}}}}
A equação (3) é mais conveniente para se trabalhar, uma vez que o gráfico  de p/v(p0-p) X p/p0 é linear, cuja interseção com o eixo das ordenadas é 1/vmc e inclinação igual a (c-1)/vmc. Desta forma podemos obter vm e c a partir da plotagem do gráfico, sendo o primeiro o volume de gás requerido para completar uma camada de adsorção e o segundo, por definição, aproximadamente exp[(E1-El)/RT].

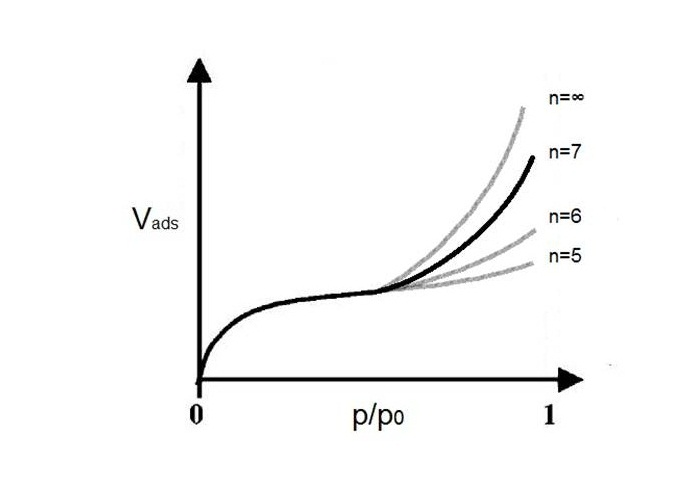
Gráfico esquemático da curva (4) para diferentes valores de n.

Se o número de camadas adsorvidas não puder ultrapassar determinado número finito, então a equação (1) deve ser revista para apenas n termos, e não infinitos. Desta forma obtemos a equação:
{\displaystyle (4)\ \ \ \ \ \ v={\frac {v_{m}cx}{(1-x)}}{\frac {1-(n+1)x^{n}+nx^{n+1}}{1+(c-1)x-cx^{n+1}}}\ ;\qquad x={\frac {p}{p_{0}}}}
Uma interpretação plausivel para n é relacionada a dimensão de poros, irregularidades e capilaridades de um material, que limite o número máximo de camadas possíveis de se adsorverem mesmo à pressão de saturação.
A equação (4) possui dois casos limites importantes. Quando n=1, a expressão se resume a equação de Langmuir (2) e quando n=∞ (superfície livre) se resume a equação (1).
Como n é um valor característico do material, e a princípio desconhecido, para a utilização da equação (4) é necessário que anteriormente sejam plotados os valores experimentais da isoterma para baixa pressão de acordo com a equação (3), com a obtenção dos valores de vm e c a partir da inclinação e interseção do gráfico. Adquiridos os valores deve-se utilizar a equação (4) e ajusta-la para o melhor valor de n.

## Analisador de Área Superficial BET

### Conceito
O equipamento para análise de área superficial por BET realiza medidas de área superficial específica através da determinação do volume de gás adsorvido fisicamente na superfície da amostra. O procedimento experimental utiliza um inerte gás, em geral nitrogênio, devido a sua facilidade de obtenção em estado puro e por apresentar interação relativamente baixa com a grande maioria dos sólidos. Devido ao fenômeno de adsorção física estar relacionado a forças de interação molecular fracas entre o adsorbato — moléculas de gás — e adsorvente — superfície sólida da amostra —, as medidas no equipamento são realizadas na temperatura de condensação do nitrogênio a fim de se obter valores detectáveis de adsorção. A análise é realizada adicionando em etapas quantidades conhecidas de pressão de nitrogênio (p0) ao recipiente da amostra, de forma que diferentes pressões de vapor (p) sejam alcançadas no equilíbrio do sistema. Durante o procedimento, um sensor de pressão monitora as variações de pressão (p) devido aos processos de adsorção. Quando a pressão de saturação é alcançada não ocorre mais adsorção física independente de acréscimo na pressão. Após as camadas de adsorção serem formadas — p0 for igual a pressão de saturação — a amostra é removida da atmosfera de nitrogênio, e aquecida para que ocorra a dessorção e quantificação das moléculas de nitrogênio adsorvidas no material. Os dados coletados de pressão são apresentados na forma da isoterma de BET — equação (1) —, que relaciona o volume de gás adsorvido v em função da pressão relativa p/p0. Existem cinco tipos de isoterma possíveis de serem obtidas:
Isoterma Tipo I

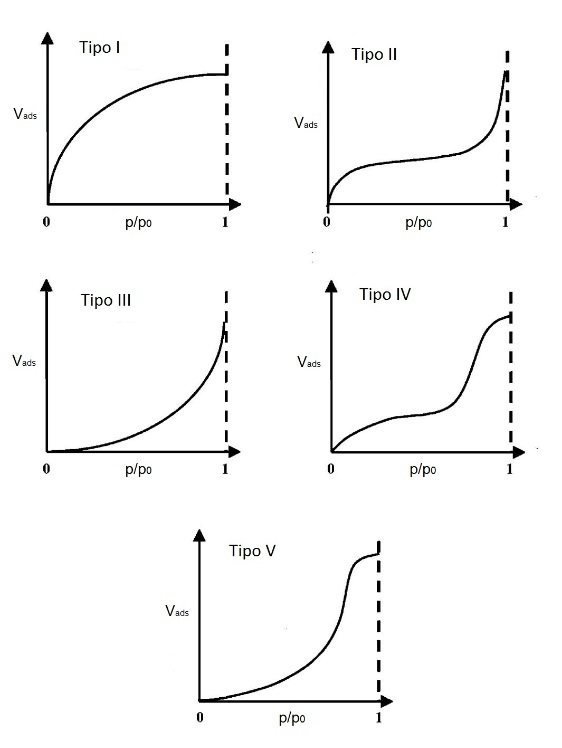
Tipos de isoterma de adsorção física

A isoterma do tipo I é uma pseudo-isoterma de Langmuir, porque está relacionada a adsorção de uma única ou poucas camadas sobre a superfície sólida. Uma isoterma do tipo I é típica de materiais microporosos, onde os poros excedem em pouco o diâmetro molecular do adsorbato. A equação da isoterma do tipo I é obtida quando n → 1 e c > 1.
Isoterma Tipo II
Isotermas do tipo II são as mais comuns de serem encontradas em medidas de adsorção e ocorrem em sistemas não porosos. O primeiro segmento da curva, côncavo ao eixo p/p0, representa a formação de monocamada adsorvida à superfície, enquanto o segundo segmento, convexo ao eixo p/p0, representa a adsorção de multiplas camadas sobre a superfície — o ponto de
inflexão da isoterma corresponde à ocorrência de completa formação da primeira camada —. A equação da isoterma do tipo II é obtida quando c > 1.
Isoterma Tipo III
A isoterma do tipo III ocorre quando c < 1 e corresponde a E1 < El, ou seja, a interação adsorvente-adsorbato é mais fraca que a interação adsorbato-adsorbato, deste modo a adsorção ocorre principalmente em multicamadas, sem que ocorra necessariamente a formação completa da primeira camada. Como não é possível identificar a ocorrência de formação da primeira camada de adsorção, o método de BET não se aplica.
Isoterma Tipo IV
A isoterma do tipo IV é obtida quado ocorre condensação capilar, em que observa-se a formação de monocamada seguida a adsorção de multicamadas até inflexão e saturação da isoterma. A isoterma do tipo IV é típica de amostras com poros no intervalo de mesoporos a macroporos, em que a formação de multicamadas de adsorção é possível porém limitada a dimensão das porosidades do material. A equação da isoterma do tipo IV pode ser expressa pela equação (4) ajustada para o melhor valor de n, com c > 1.
Isoterma Tipo V
As isotermas do tipo V são similares as do tipo IV, porém apresentam c < 1 e, conforme a isoterma do tipo III, não é possível identificar a ocorrência de formação da primeira camada de adsorção, portanto o método de BET não pode ser aplicado.
Novas definições IUPAC
Em 2015 foram publicadas novas recomendações IUPAC para avaliação de área específica e distribuição de tamanho de poros através de técnicas de adsorção de gases, onde os tipos de isotermas foram redefinidos. A leitura desse trabalho é recomendável para todos os usuários dessa técnica.

### Analise de Dados

#### Multi-point BET
A análise de dados é realizada de acordo com a equação de BET (1), aonde os parâmetros da equação devem ser ajustados ao tipo de isoterma do sistema estudado. Idealmente cinco medidas no intervalo de p/p0 entre 0.05 a 0.3 devem ser o suficiente para a determinação da superfície específica. Com os valores coletados utiliza-se a equação (3) para plotar um gráfico p/v(p0-p) versus p/p0, que deve se aproximar de uma linha reta para os valores dentro do intervalo de p/p0 selecionados — as variações não-lineares que ocorrem fora deste intervalo podem ser dividas em dois grupos: os casos que apresentam baixa adsorção e os que apresentam alta adsorção, devendo ser analisadas individualmente uma vez que apresentam propriedades singulares para cada material estudado —. Os dados experimentais podem ser considerados aceitáveis caso o coeficiente angular da reta não seja menor do que 0.9975. Como resultado da utilização da equação (3) obtêm-se da interseção com o eixo das ordenadas 1/vmc e da inclinação da curva (c-1)/vmc. Com as duas relações podemos determinar vm e c, sendo o primeiro o volume de gás requerido para completar uma camada de adsorção e o segundo, por definição, aproximadamente exp[(E1-El)/RT]. Uma vez conhecido vm calcula-se a área específica de um material através da seguinte equação:
{\displaystyle (5)\ \ \ \ \ \ S={\frac {v_{m}L_{av}A_{ad}}{M_{v}}}}
Aonde:
- S é a área específica.
- vm é o volume de gás adsorvido quando a superfície do sólido está completamente coberta por uma monocamada.
- Lav é o número de Avogadro.
- Aad é área de seção transversal da uma molécula de adsorbato.
- Mv é o volume ocupado por 1 mol da molécula de adsorbato.

#### Single-point BET
Normalmente seriam necessárias pelo menos cinco medidas experimentais para determinação da área específica do material. Entretanto, sob determinadas circunstâncias é aceitável que o cálculo de área específica seja realizado com apenas um valor coletado. Assumindo que c >> 1 a equação (3) se torna:
{\displaystyle (6)\ \ \ \ \ \ {\frac {1}{(1-p/p_{0})}}={\frac {v}{v_{m}}}}
Desta forma, a curva do gráfico intercepta a origem, e podemos obter 1/vm a partir da inclinação da curva 1/(1-p/p0) X v com apenas um ponto experimental. A exemplo do multi-point BET, uma vez que determinamos vm podemos calcular a área específica do material através da equação (5).
O método de single-point BET é frequentemente utilizado em analises de rotina para uma série de amostras de determinado material que conhecidamente apresenta c muito maior do que a unidade. O erro associado a aproximação utilizada pelo método single-point é função da pressão relativa p/p0 e do valor original de c, e deve ser determinado através das equações (3) e (6).

### Procedimento Experimental
Antes de se realizar o ensaio de superfície as amostras devem ser desgaseificadas promovendo completa remoção de água e outros contaminantes adsorvidos na amostra para se garantir que as medidas de área superficial obtidas durante a análise possam ser adquiridas com precisão. As amostras devem ser desgaseificadas sob vácuo e aquecimento, sendo que a temperatura final e a taxa de aquecimento podem influenciar fortemente nas áreas específicas obtidas. A temperatura escolhida é usualmente a maior possível sem que ocorra o comprometimento da estrutura física da amostra, a fim de se encurtar o tempo de desgaseificação. O mínimo de amostra requerido para se realizar medidas com sucesso em um equipamento por BET é 0.5 mg.
As amostras são inseridas em uma célula de vidro e um bastão de vidro é colocado junto a amostra para reduzir o espaço morto no interior da célula. As células de amostras possuem tamanhos típicos de 6, 9 e 12 mm e podem existir em diferentes formatos — usualmente as células de 6mm são utilizadas para amostras em pó fino, 9mm para partículas maiores e aglomerados (pellets), e 12mm para amostras maiores que não podem ter seu tamanho reduzido —. As células são então alocadas em mantas de aquecimento e conectadas a porta de vácuo do sistema para procedimento de desgaseificação.
Após a etapa de desgaseificação, a célula é movida para o módulo de análise e submersa parcialmente em nitrogênio liquido. O nitrogênio liquido é utilizado para o resfriamento e manutenção da temperatura baixa na amostra, a fim de garantir que no momento da analise as interações entre as moléculas de gás e a superfície sólida sejam fortes o suficiente para serem obtidos valores detectáveis de adsorção. O volume morto dentro da célula da amostra precisa ser calibrado antes de cada analise de medidas  — para esta finalidade gás helio é utilizado para um ensaio em branco, devido a sua adsorsão nula na superfície da amostra —. Após a calibração do equipamento, o adsorbato, gás de nitrogênio neste exemplo, é injetado no interior da célula com um piston de calibração para realização das medidas.

### Cuidados ao fazer análise dos dados[10]
A equação de BET pode ser usada para determinação da área específica, obtendo-se o gráfico de [p/po/n(1-p/po)] versus p/po, onde n é quantidade de gás adsorvido, p é a pressão e po é a pressão de saturação de N2.  A partir desse gráfico, uma região linear deve ser selecionada baseada nos seguintes critérios propostos por Rouquerol e colaboradores :
1. A constante BET "C" deve ser positiva;
2. n(1-p/po) deve crescer monotonicamente com p/po;
3. a capacidade da monocamada (nm) deve corresponder a uma pressão dentro dos limites dos dados;
4. o valor calculado para a formação da monocamada (1/(srqt(C) +1)) deve ser aproximadamente igual a p/po na capacidade da monocamada.